# Schwielowsee

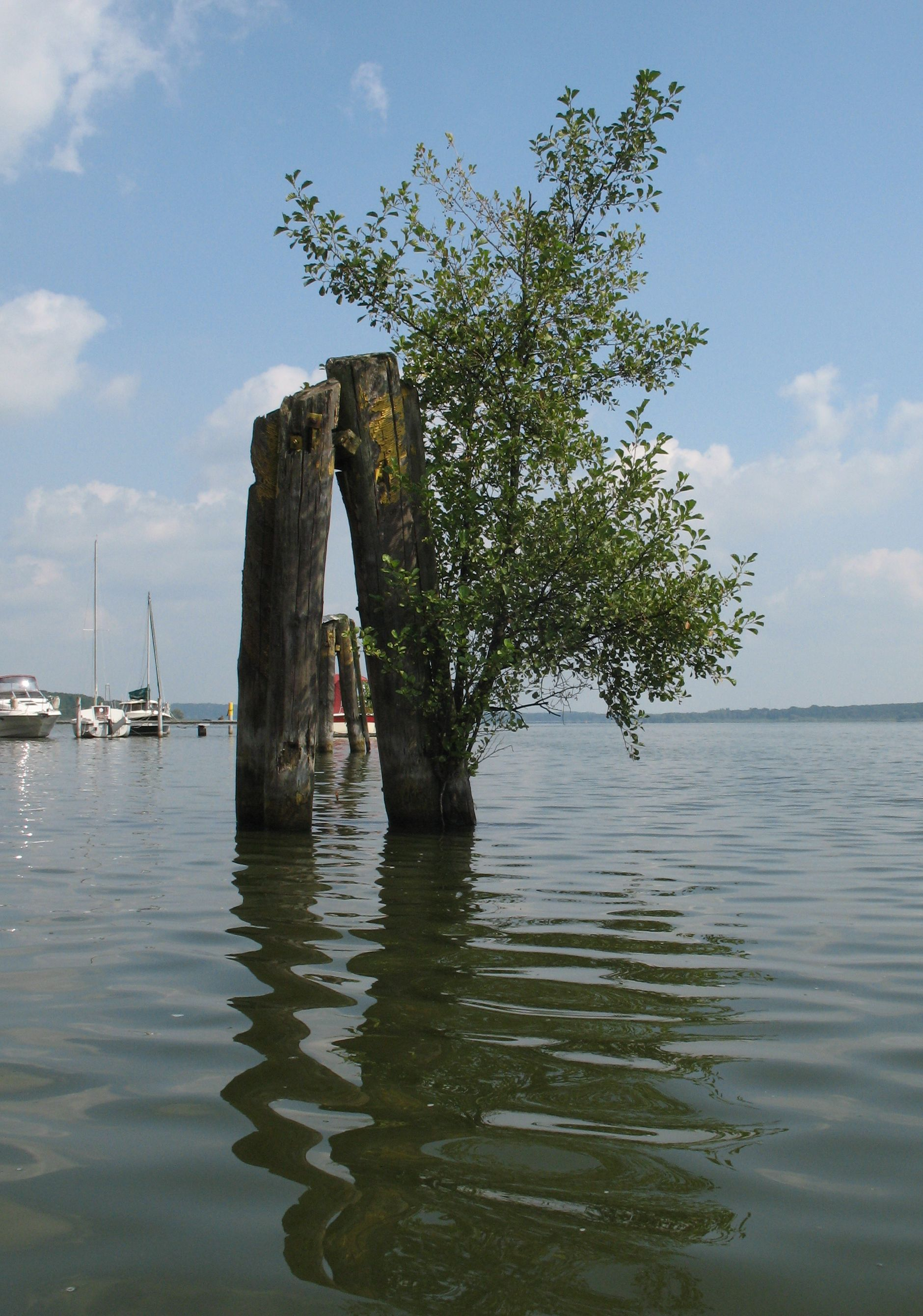
Dykdalb vid Ferch

Schwielowsee är en 8 km² stor sjö i Brandenburg, Tyskland, belägen sydväst om Potsdam, i floden Havel.  Den har givit namn åt kommunen Schwielowsee. Vid sjön ligger orterna Caputh, Geltow och Ferch, alla kommundelar i kommunen Schwielowsee, samt stadsdelen Löcknitz i staden Werder.

## Konstnärskolonin
Året 1877 bildade målaren Karl Hagemeister tillsammans med kolleger som Carl Schuch från Wien, E. W. Merten, Alfred Pfitzner, Franz Reuter och Agnes Borges en konstnärskoloni. Genom vistelsen i naturen skapade de ljusare målningar än innan. Schuch byte från stilleben till landskapsmåleriet. Kolonin fick besök av konstnärer från Berlin som Max Liebermann, Lovis Corinth och Käthe Kollwitz. Senare bosatte sig Theodor von Brockhusen och Hans Wacker vid sjön. En vandringsled i Ferch har flera informationsskylt gällande kolonin. I orten finns även ett museum.